# Lamento -BEYOND THE VOID-
《Lamento -BEYOND THE VOID-》是Nitro+CHiRAL於2006年10月27日（CD-ROM版為11月10日）發售的BL十八禁冒險遊戲。Lamento在拉丁文中是「挽歌」的意思。故事是描述在充滿貓的世界祇沙，發生了不尋常的「虛噬」與「失軀」等令人不解的現象，導致世界逐漸邁入終結。主角是一名茶白色的小型種貓柯諾爾（Konoe），因故鄉的種種原因決定逃離故鄉到最繁榮的城市藍閃。柯諾爾相繼與白髮獨眼貓萊伊（Rai）、黑色吉良貓阿薩多（Asato）、虎斑紋貓巴爾德（Bardo）相遇，每個貓都有不同的故事與悲傷的過去，隨著不同的故事發展，也會發現不同的秘密。龐大淒美的世界觀，唯美動聽的背景音樂，等著你/妳來發掘。

## 故事背景
「虛噬」那是個謎一般的現象，它威脅著這個世界的生命，包含所有動物和植物。火樓因為「虛噬」而面臨極為嚴重的糧食不足，就連屍體也被迫作為食物，甚至開始將矛頭指向了活生生的肉。是的，在試過各種方法都無法解決問題的貓們，最終想出來的方法就是活祭品，從村子裡的貓挑選出活祭品，為了填飽同樣是貓的肚子，村子裡的貓都害怕明天就會輪到自己作為活祭品。柯諾爾就住在這個接近滅亡的村子裡，有一天他的身體竟然發生了變化，黑色的圖騰出現在他的四肢上，連耳朵和尾巴也都變成了黑色，那是從以前開始就被認為是不祥的詛咒。離開這個村子吧，對於不自相殘殺就活不下去的貓們，柯諾爾覺得自己實在沒有商量的餘地，而且如果被村子裡的貓看到自己的樣子可能連生命都會受到威脅，於是下定決心要離開火樓。他的目標是祇沙最繁榮的城市藍閃，如果是藍閃的話，或許能找到解除詛咒的方法，即使必須面對「虛噬」所帶來的威脅，柯諾爾還是就此踏上了旅途。

## 世界觀
- 祇沙（Sisa）

遊戲的舞台，位於海上的一個架空的島國，海水的顏色是黃色的，周圍的海底生長著巨大的珊瑚礁群，限制了對外的交流而形成一個獨立發展的國家。這裡生活著一群名為麗比卡的生物。
- 火樓（Karou）

位於祇沙的西南端，柯諾爾的故鄉，由少數貓群所組成的戰鬥民族，雄貓從小就接受戰鬥訓練，受到「虛噬」的影響，村子面臨到糧食不足的問題，而開始由長老定期從村民中選出活祭品給其他貓食用。柯諾爾再度回來時已經被「虛噬」和「失軀」完全侵襲而滅村。
- 迷失之森（Forest of Illusion）

橫在火樓和藍閃中間的森林，受到「虛噬」侵襲得很嚴重，又被稱為虛噬之森，也有山賊和魔物出現在其中，因此火樓的貓想要前往藍閃是很困難的事，只有一條商貓專用的道路有結界保護而不受影響（被結界保護的路旁邊的草會呈現枯黃色）。柯諾爾在這裡和萊伊相遇。
- 幽刻之谷（Yukokuno Tani）

位於祇沙的東南端，被地面升起的不明瘴氣所籠罩，導致草木枯萎、水質腐敗、空氣混濁，幾乎沒有生物會出現在這裡。柯諾爾在這裡和阿薩多相遇。
- 吉良（Kira）

位於幽刻之谷的最深處，阿薩多的故鄉，不知道路的人很難進來，村子也極為排斥外來者，對於外來者一律會排除掉，對於他們的血統感到榮耀，長老的命令是絕對的，違背長老就等同於捨棄吉良，比火樓更加封閉。村子的房屋都建構在樹上。
- 藍閃（Ransen）

位於祇沙的中心，是祇沙最繁榮的城市，很多東西都是「二杖」時代留下來的，包含建築、歷史、知識，在這裡匯集了祇沙的一切事物，擁有祇沙最大的圖書館，巴爾德在這裡經營旅館，托奇諾家裡的商店也在這裡，春天和冬天均會舉行祭典。
- 石祠（Hokora）

位於藍閃北方的森林裡，咒術師居住的地方。柯諾爾曾兩度來到這裡詢問關於詛咒的事。
- 四彩流光之地（Yonshokuno Hikarini Mititati）

位於祇沙的西北端，曾經是魔力最豐富的地方，也是惡魔誕生的地方，在這裡的四塊岩石於「陽之月」的照耀下會分別反射出紅、藍、黃、綠的光，並在中心匯集，四塊岩石上分別有惡魔們的圖騰，柯諾爾在這裡接受惡魔們的情感考驗。
- 鏡湖（Lake of Mirror）

位於祇沙的東北端，水面如同鏡子一樣，雖然看起來和一般的湖無異，也有水的特性，但湖面卻是硬的，可以直接行走在湖面上，附近被障眼法隱藏的洞窟是作為魔物祭品的貓最後到達的地方，萊伊以前所使用的劍也在裡面。
- 花田（Flower Garden）

位於藍閃東方的森林裡，又被稱為冥戲的庭園，冥戲用這裡的花進行魔道儀式（吃花的花瓣），這裡有障眼法保護著，一般人不會發現這裡，除了冥戲的貓之外，只有阿薩多和他的母親知道這個地方。
- 絕望之崖（Zetsubono Gake）

位於迷失之森和幽刻之谷的交界處，懸崖的下方就是幽刻之谷和吉良，阿薩多的母親被追兵追趕到窮途末路時，在充滿絕望的情緒下從這裡墜入幽刻之谷。
- 樹巢（Toride）

位於迷失之森裡，利克斯居住的地方，外觀是一棵被藤蔓纏繞的參天巨木，內部結構如同要塞一般，周圍有空間扭曲的魔法包圍著，從外面無法看見。
- 剎羅（Setsura）

位於祇沙的西端，萊伊和巴爾德的故鄉，這裡的貓都具有大型種的血統。
- 冥戲（Meigi）

崇尚惡魔的村莊，被稱為魔道一族，卡爾茨的故鄉，與吉良對立，村裡的貓現在已轉為信奉利克斯。冥戲的貓如果與外族通婚，生下的孩子會因為帶有魔道之血而可能會變成魔物。

## 事物
- 麗比卡（Ribika）

長著貓的耳朵和尾巴的人型生物，具有和貓相同的習性，由「二杖」和女神「麗比卡」產生的生物，由於「麗比卡」是以貓的型態出現，因此麗比卡們會互稱為貓。
- 二杖（Two Cane）

傳說中創造這個世界的神，麗比卡的祖先，但由於相關的文獻已經遺失，所以麗比卡無法得知關於二杖大部份的事，惡魔們稱他們為人類。傳說麗比卡們只要多做善事的話，死後就能轉生為二杖。
- 陽之月（Moon of Light）和陰之月（Moon of Shadow）

在祇沙是沒有太陽的，傳說在很久以前太陽沉入了海中，把海水染成了黃色，世界也陷入了一片漆黑，女神「麗比卡」為了照亮世界，將月亮一分為二，陽之月從西邊升起，在白天出現，而陰之月從東邊升起，在夜晚出現。
- 道標之葉（Guiding Leaf）

在下雨的夜晚為迷路的貓們指引方向而得名，樹葉在吸收了陽之月的光芒後，只要接觸到水就會發出微弱的光線。因為柯諾爾怕火的關係，所以使用道標之葉作為照明用途。
- 虛噬（The Void）

在祇沙發生的令人不解的現象，最早由火樓裡一隻採藥草的雌貓發現，由於森林的外觀並沒有發生改變，無法由肉眼直接判斷是否被侵蝕，被侵蝕的物體會無法被貓所觸碰、動植物不能被當作食物、屍體也無法回歸黃土，貓碰到被侵蝕的物體會感到明顯的痛覺，嚴重的話皮膚會像被刀子割到一樣受傷，也可能因此導致死亡。
- 失軀（The Sickness）

在祇沙發生的令人不解的現象，症狀為身體的一部份突然消失，並伴隨著高燒和劇痛，雌性的發病率和死亡率都比雄性還高，間接導致了雌貓的快速減少。
- 奎姆（Kuim）

一種小小的紅色樹果，外觀類似蘋果，是麗比卡們很喜歡的食物，味道酸甜。
- 鬥牙（Touga）和贊牙（Sanga）

鬥牙是戰鬥者，為具有戰鬥能力的貓，很常見，而贊牙是吟詠者，能用特殊的歌支援鬥牙的貓，歌可以用不同的形式表現出來（可以是實際唱出來的歌、用樂器演奏的歌、由身體的旋律產生的歌等......），但必須天生就具有這種資質並且能很好地運用這種能力，所以不是所有人都能當贊牙的。有贊牙的輔助就能左右戰鬥的結果，但同時贊牙本身也是弱點之一，因為唱歌時無法防禦攻擊，而且唱歌時贊牙和鬥牙的感受會連接在一起，一旦贊牙被擊潰的話也會對鬥牙造成影響。
- 發情期（Mating Season）

在每年入冬時開始，會持續1到2星期，輕者只會感到些許的不適，重者會有嚴重的窒息感和全身發燙，如果不解決的話，直到發情期結束前會一直痛苦下去。發情程度除了因為個體的差異外，還會受到其他貓的影響，只要有波長相符的貓在附近時就會強烈地同調發情，同調發情的貓互相接觸時會有接近觸電般的麻痺感，由於波長相符不受性別影響，所以也會產生對同性發情的現象。
- 雙月之歌（The Song of The Two Moons）

祇沙所流傳的歌，有兩個部份，是對於世界即將發生異變的預言，暗示終焉之時的到來。內容分別為「當陽之月和陰之月相互重合時，世界將會重生」和「在連草木都凍僵的冬日，月亮因為互相思念而淚流不止，交疊的淚水融化了世界，哭得眼睛也浮腫起來的最後，染上了赤紅合為了一體」。「陽之月和陰之月相互重合」和「染上了赤紅合為了一體」指的是蝕之月（在白天看不見的陰之月隨同陽之月一起上升，用影子遮擋陽之月的光，相當於日全蝕，且會持續到夜晚而變成月全蝕，蝕之月發生時也是祇沙的魔力滿溢至極限的時候），「交疊的淚水」指的是雪。

## 登場人物
- 柯諾爾（Konoe）（聲優：波多野和俊）

故事的主角。毛色為白色帶有著些許茶色的小型種貓（出現詛咒後毛色變成黑色），出身於火樓。尾巴是鉤形尾，很不喜歡自己的尾巴，經常為此感到自卑。武器為短刀，父親似乎有著不為人知的秘密，因為受到詛咒且同時被選作為活祭品，而決定離開受到「虚噬」侵蝕的故鄉，獨自踏上旅途。很少說話，不喜歡與人競爭，有點怕火，沒有方向感，但性格好強，說的話和年齡相符合。在前往藍閃的途中發現自己具有贊牙的能力。歌曲的屬性為光，唱歌時全身會被光芒包圍著。
「吵死了，别再說了。快從我眼前消失吧。」
- 萊伊（Rai）（聲優：森川智之）

毛色為白銀色的大型種貓，出身於剎羅。柯諾爾被山賊追擊時遇到的貓，右眼帶著眼罩，是出名的賞金獵人。武器為二刀流（一長一短），態度非常自大，但是很冷静，對自己和他人都很嚴格，總是懷疑別人所說的話是否能相信，不喜歡燙的食物。經常叫柯諾爾為笨貓，總能看透柯諾爾的想法。從小受到雙親嚴格的對待，而透過狩獵獲得心靈的慰藉，從獵物的血肉中感受溫暖，甚至對於雙親的死認為只不過是變成了不會動的肉塊而已，在失去右眼後對於血和殺戮會展現出瘋狂的特性。
「不要回頭，看着前方。真正的敵人，就是迷失自我的自己。」
- 阿薩多（Asato）（聲優：春野風）

毛色為黑色的小型種貓，出身於吉良。柯諾爾掉入幽刻之谷尋找吉良時遇到的貓，身上帶有冥戲的血，被人稱為禁忌之子。武器為長劍，被村子裡的貓排斥而不善於和他人交流，笨手笨脚，但性格溫柔直率，感到不知所措時會磨指甲。很保護柯諾爾，對萊伊常常抱有敵意，被萊伊調侃與柯諾爾是奴隸和飼主的關係，對於吉良以外的事物完全不了解，也缺少一些常識（在藍閃的店舖吃了東西卻不知道要付錢）。出生時並不是貓的模樣，身上的冥戲之血在接受到強大的黑暗時會覺醒而變成魔物。由於吉良對於外來者一律都要排除掉的做法，使得阿薩多在戰鬥時完全不帶有任何的感情，只有純粹的殺意。
「.....這個，给你。因為，花很漂亮。」
- 巴爾德（Bardo）（聲優：舞幸運）

毛色為金色帶有著黑色虎斑紋的大型種貓，出身於剎羅。在藍閃經營旅館。似乎認識萊伊很久了，且對萊伊帶有愧疚。萊伊對他則是無視與厭惡的態度。總是我行我素，在和柯諾爾第一次見面就要求柯諾爾幫忙看店，性格非常大剌剌，很會做料理，但不擅長繪畫。在萊伊還小的時候就和他的父親關係不錯，萊伊的雙親去世後代替雙親照顧他。右臂上有與惡魔簽訂契約所留下的痕跡，但在儀式進行中被萊伊發現而失敗，也至此開始被萊伊所厭惡。
「哎呀，怎麼都陰沉著臉。就算是陰天，你們也不用愁雲滿面吧?」
- 托奇諾（Tokino）（聲優：木島宇太）

從藍閃到火樓行商的貓，是柯諾爾還在火樓時唯一關係比較好的貓。性格開朗，很關心柯諾爾，經常給柯諾爾講述藍閃的事情，讓柯諾爾對藍閃產生嚮往，雖然身體比柯諾爾瘦小，但因為行商的鍛煉而使得力氣不輸柯諾爾。
「不好好吃飯的話可是長不大的哦......呵呵，開玩笑的。」
- 卡嘉莉（Kagari）（聲優：葉月ミカ）

吉良唯一的雌貓，侍奉著長老，擁有僅次於長老的發言權。武器為三刃爪，性格比較強勢，阿薩多的母親去世之後，在阿薩多即將被殺死前阻止了吉良的貓，讓阿薩多免於一死，一直像真正的親人般地照顧阿薩多。阿薩多隨著柯諾爾離開吉良之後，由於從吉良派出的追兵都無法殺死阿薩多，而向長老請求由自己出面解決阿薩多，但還是會在柯諾爾碰到困難時出手相助。
「快點離開阿薩多吧。不然......你會遭遇不幸的。」
- 瑪娜（Mana）（聲優：本山美奈）

在藍閃的娼館工作的雌貓，在雌性極為稀少的現在，於藍閃的領主監視下，認為自己存在的目的是為了讓雄性購買夢想，而非為了種族的繁衍。曾經是萊伊所追擊的魔物的活祭品之一，右臉上有一道傷疤。指示萊伊前往鏡湖的洞窟尋找魔物的蹤跡，同時也看出了柯諾爾處於發情期的症狀。
「我不在乎我是否真的愛人，這很煩人。」
- 咒術師（Shaman）

隱居在石祠裡的賢者，具有能預見未來的能力，雖然看起來年輕，但年齡不詳，對於柯諾爾察覺不到羈絆的關係感到無奈，並直說遲鈍到了極點。指引柯諾爾前往四彩流光之地和面對終焉之時的事。
「汝的歌聲，必定會震撼這個世界吧。」
- 拉澤爾（Razel）（聲優：犬野忠輔）

在祇沙是一个特殊的存在....為掌管「憤怒」的惡魔，可以操縱火，分身是一條紅色的蛇，給柯諾爾的情感考驗是鬥爭的憤怒。性格意外地和外表不同，不被任何事所動搖，穩重而冷静。柯諾爾左手上的圖騰是屬於他的標誌。
「誘發你體内的火焰吧，那鮮豔、憤怒之火。」
- 卡爾茨（Kaltz）（聲優：小次郎）

在祇沙是一个特殊的存在....為掌管「悲哀」的惡魔，可以操縱冰，分身是一條藍色的蛇，給柯諾爾的情感考驗是命運的悲哀。是四個惡魔中對於吃掉柯諾爾的靈魂一事唯一不感興趣的惡魔，甚至對於柯諾爾受到詛咒和擁有悲慘的命運表示同情，常常帶著悲傷的表情，沉默寡言，總是避免與他人有交集，喜歡孤獨一個人，和阿薩多似乎有著不為人知的關係，時不時會看著阿薩多。真實身份是阿薩多的父親，原本生前是冥戲的貓，但與阿薩多的母親卡婭相愛了，在雙方部落得知兩人的關係時派出了追兵，為了能讓卡婭逃回吉良而試圖引開追兵，但死於追兵手下，由於死亡時懷有極大的悲傷，靈魂墮入魔道而演變成惡魔，被卡嘉莉稱為懦弱卑劣的傢伙。柯諾爾右手上和阿薩多喉嚨上的圖騰是屬於他的標誌。
「這種方法不是出於本意.....是不得已的。」
- 貝爾古（Verg）（聲優：オイリーはな）

在祇沙是一个特殊的存在....為掌管「快樂」的惡魔，可以操縱雷，分身是一條黃色的蛇，給柯諾爾的情感考驗是情欲的快樂。性格較暴躁，如同脫韁的野馬，脾氣不太好，藐視麗比卡的言行很多，對巴爾德抱有特殊情感，總是纏著巴爾德。巴爾德在進行召喚惡魔的儀式時召喚的就是他，但儀式被打斷後便在巴爾德的右臂上留下了痕跡。柯諾爾左腳上和巴爾德右肩上的圖騰是屬於他的標誌。
「啊~啊~，耳朵和尾巴都縮小了，真悽慘呢~」
- 弗勞德（Froud）（聲優：笹沼晃）

在祇沙是一个特殊的存在....為掌管「喜悅」的惡魔，可以操縱風，分身是一條綠色的蛇，給柯諾爾的情感考驗是殺戮的喜悅。總是面带笑容，態度看似友好穩重，但帶著面具而無法看到眼睛，也因為這樣，旁人很難看透他的想法，讓人感覺很陰險，藏在面具下的眼睛都是閉著的，而且有被縫起來的痕跡，稱柯諾爾和萊伊為小貓咪和小白貓，對萊伊抱有特殊情感，總是纏著萊伊。真身是萊伊所追擊的魔物之一，萊伊弄瞎了弗勞德的雙眼但沒有在他逃走前殺了他，同時他也弄瞎了萊伊的右眼。柯諾爾右腳上和萊伊胸口上的圖騰是屬於他的標誌。
「就那麼喜歡說謊嗎？說謊，難道能讓心情那麼愉快嗎？」
- 菲利（Firi）（聲優：桜塚瞬一）

穿著小丑的裝扮，喜歡冷嘲熱諷，總是表現出輕視柯諾爾的態度，性格有些孩子氣，經常嘲笑柯諾爾找不到他講話的位置，他沒有麗比卡的耳朵和尾巴（瞳孔和尾巴較類似蛇的樣貌），也顯示出和惡魔不同的特殊存在。被利克斯當作最後的王牌，最後作為利克斯的贊牙，用唱歌貢獻出自己的生命，並轉化成力量給利克斯使用。
「我來為即將開演的舞台帷幕拉起了。那麼，請多關照了。」
- 基爾（Kil）（聲優：保村真）

利克斯的手下，攻擊柯諾爾的雙子貓之一，毛色為橙黃色的鬥牙。
「黑色的貓，你要去哪裡啊？」
- 烏爾（Ul）（聲優：中村悠一）

利克斯的手下，攻擊柯諾爾的雙子貓之一，毛色為藍綠色的贊牙。歌曲的屬性為風，唱歌時會用爪子抓傷自己的手臂，用流血來產生旋律。
「被詛咒的貓，你要去哪裡啊？」
- 修伊（Syui）（聲優：中原茂）

在各地流浪到處歌唱的猫，性格溫柔和藹，柯諾爾都叫他吟遊詩人，是個謎一樣的人物。過去是藍閃贊牙長的候選人，因為擁有出眾的才能而被來威的貓所陷害而死亡，柯諾爾一行人在圖書館調查資料時書上所記錄的贊牙就是他。真實身份是柯諾爾的父親，柯諾爾的贊牙能力就是受到他的遺傳，與利克斯有極深的羈絆，但他對利克斯卻帶著無比的後悔與愧疚（被發現了與利克斯的關係，所以來威的貓放火燒了森林，導致兩人的關係破滅，且修伊也在大火中喪命）。現在的修伊只是勉強殘留下來的靈魂，所以不能跟還在現世的柯諾爾說話，但一直在默默地幫助柯諾爾。
「......」
- 利克斯（Leaks）（聲優：片岡大二郎）

隱居在森林裡的魔法師，對於魔法以外的事物都不感興趣，藍閃的貓認為他是邪惡的魔法師而被藍閃的貓厭惡，和柯諾爾長著一模一樣的臉，柯諾爾對他而言只是「情感容器」而已，並說柯諾爾是被自己拋棄不要的那一部份。認為修伊為了能順利當上贊牙長而出賣了他，為了增進自己的魔法，同時為了報復修伊，割捨了自己的感情，並裝入了還是嬰兒的柯諾爾身體裡，使柯諾爾本身承受了兩份感情而容易受到別人的情感影響產生共鳴（會感受到別人的感情並產生強大的情感波動，是柯諾爾被惡魔們盯上的原因），甚至繼承了他的魔法師素質而能讀取殘留於物品上的記憶。
「原來，我一直......都對你......」

## 相關商品
- Lamento-BEYOND THE VOID-（漫畫）

- 1卷 2008年4月11日初版發行 ISBN 978 4757741157

- Lamento -BEYOND THE VOID- Windows 10日語對應版2016年9月30日(金)發售決定

## 外部連結
- （日語）遊戲「Lamento -BEYOND THE VOID-」公式網站 （页面存档备份，存于）

- （日語）Nitro+CHiRAL官方網站*（日語） （页面存档备份，存于）